# Émile-Alexandre Taskin

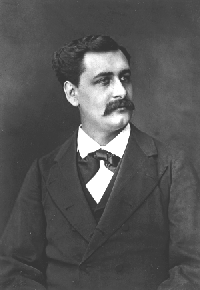
Émile-Alexandre Taskin (1884)

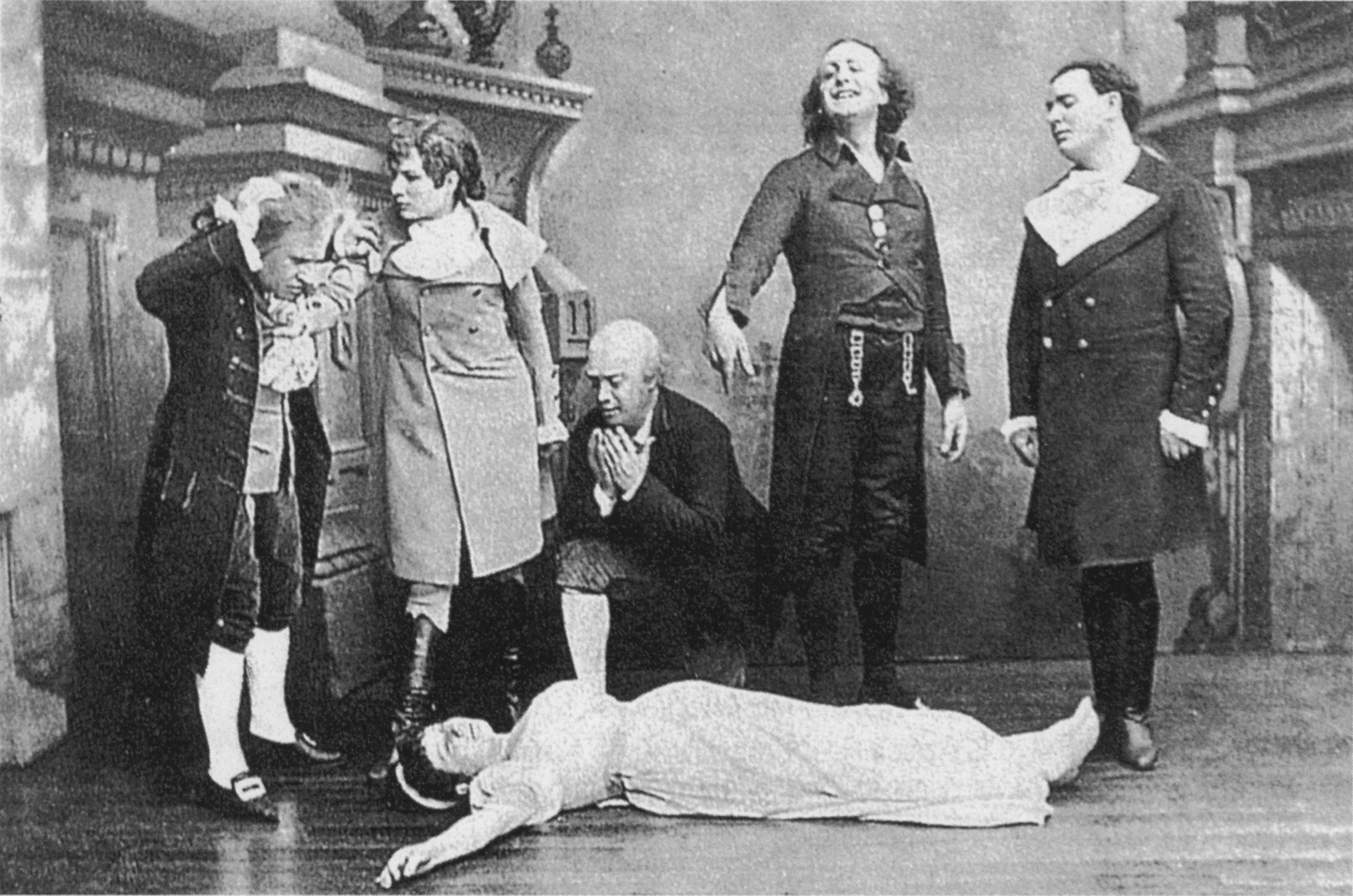
Taskin als Miracle in Les contes d’Hoffmann (1881) (2. v.r.)

Émile-Alexandre Taskin (* 18. März 1853 in Paris; † 5. Oktober 1897 ebenda) war ein französischer Opernsänger (Bariton) der Opéra-Comique.

## Leben
Emile-Alexandre Taskin war ein Enkel des Organisten und Komponisten Henri-Joseph Taskin (1779–1852), ein Urenkel von Pascal-Joseph Taskin (1750–1829), dem Verwalter des königlichen Instrumentenfundus, ein Ur-Urenkel des Instrumentenbauers Pascal-Joseph Taskin (1723–1793) und ein Nachfahre der großen französischen Musikerfamilie Couperin.
Bereits mit neun Jahren sang er im Knabenchor der Pfarrkirche Saint-Roch, später im Chor der Kirche Ste. Madeleine. Er fiel durch seine klare Stimme auf und wurde dadurch als Schüler am  Conservatoire de Paris aufgenommen. Seine Lehrer waren unter anderen Jules Laurent Duprato, Romain Bussine und der berühmte Tenor Charles Ponchard. Mit 20 bzw. 21 Jahren legte Taskin seine Abschlussprüfungen mit Erfolg ab.
Bereits im darauffolgenden Jahr konnte Taskin im Oratorium „L’enfance du Christ“ (Hector Berlioz) als Solosänger debütieren. Ebenfalls 1875 (September) hatte Taskin sein Bühnendebüt am Stadttheater von Amiens als „Roland“ in der Oper Les musquetaires de la Reine (Fromental Halévy). In Folge davon bekam er Engagements an den Theatern von Genf und Lille; seine wichtigsten Rollen in dieser Zeit waren „Capitaine Fracasse“ in der gleichnamigen Oper (Théophile Gautier) und „Romeo“ in Amants de Vérone (Charles d’Ivry).
Seine Karriere, welche ihn bisher durch die französische Provinz geführt hatte, verschaffte Taskin 1878 ein Engagement am Théatre Ventadour in Paris und im Jahr darauf wurde er an die Opéra-Comique de Paris verpflichtet. Dort gab er mit „Malipieri“ aus der Oper Haydée, ou Le secret (Daniel-François-Esprit Auber) seinen Einstand. Bis 1897 gehörte er dem Ensemble dieses Hauses an und konnte als „Tambour-Major“ in der Oper Le Caïd (Ambroise Thomas) einen seiner größten Erfolge feiern.
Taskin wirkte an der Opéra-Comique auch an zahlreichen Premieren mit; unter anderem sang er am 8. März 1880 in der Uraufführung der Oper Jean de Nivelles (Léo Delibes) den „Charolais“, am 18. Februar 1881 in der von „Hoffmanns Erzählungen“ (Jacques Offenbach) in der ursprünglich zweiaktigen Fassung der Oper die dämonischen Partien des „Copelius“ und des „Doktor Mirakel“.
Am 19. Januar 1884 wirkte er in der Uraufführung von Manon (Jules Massenet) als „Lescaut“ mit; am 16. März 1887 in der von Proserpine (Camille Saint-Saëns); am 15. Mai 1889 spielte er im selben Haus den „Phorcas“ in der Uraufführung der Oper Esclarmonde (Jules Massenet).
Die Akademie der Wissenschaften in Paris nahm Taskin 1885 als Mitglied auf.
Er wurde sehr populär, als er bei dem großen Brand der Opéra-Comique am 25. Mai 1887 während einer Vorstellung der Oper Mignon (Ambroise Thomas) durch seine Besonnenheit vielen Zuschauern das Leben rettete. Dafür ehrte ihn der Premierminister Maurice Rouvier mit dem Orden „Medaille de sauvetage de ire classe“.
Ab 1. Mai 1891 wirkte er als Professor am Conservatoire de Paris und lehrte auch privat ab 1894.
Am 13. Mai 1894 sang er den „Lothario“ in der 1000. Vorstellung von Mignon an der Opéra-Comique. Seine kraftvolle, ausdrucksstarke Baritonstimme wurde auf der Bühne wie im Konzertsaal in einem weitreichenden Repertoire bewundert.
Verheiratet war er mit der Sängerin Sophie Louise Champion (* 26. März 1851 in Lagny; † Dezember 1901 in Paris), die 1874 debütiert hatte. Mit ihr hatte er drei Kinder; Berthe Arlette Taskin (* 16. September 1880) trat als Konzert-Altistin und als Liedsängerin auf. Sie heiratete 1899 den französischen Komponisten der Romantik, Louis Vierne. Die beiden anderen Kinder Marcel und Germaine wurden musikhistorisch nicht bekannt.
Émile-Alexandre Taskin starb am 5. Oktober 1897 im Alter von 44 Jahren in seinem Pariser Haus in der Rue de Rome Nr. 159 und wurde nach der Trauerfeier in der Kirche Ste-Marie des Batignolles auf dem Pariser Friedhof Saint-Ouen bei Paris im Grab seiner Eltern beigesetzt.